# Michaela Link
Michaela Link (* 1963) ist eine deutsche Schriftstellerin und Übersetzerin.

## Leben
Link studierte u. a. Sinologie und arbeitete nach Beendigung ihres Studiums einige Jahre als Reiseleiterin in Ostasien. Derzeit lebt Link zusammen mit ihrer Familie im Norden Deutschlands und widmet sich nur noch dem Schreiben und Übersetzen.
Während ihrer Zeit als Reiseleiterin entstanden auch ihre ersten Übersetzungen und mit den Jahren auch ein eigenständiges literarisches Werk. Neben ihrem eigenen Namen benutzt Link auch die Pseudonyme Michaela Herrmann und Catherine O'Donell.

## Werke (Auswahl)

### Autorin
als Michaela Link
- Der Spiegel der Kaiserin. Roman. Knaus, München 2007, ISBN 978-3-426-63954-2.

als Michaela Herrmann
- Der goldene Knabe. Roman. Goldmann, München 2000, ISBN 3-442-35602-4.

als Catherine O’Donnell
- Trilogie der streitenden Reiche. Goldmann, München 2002/04
  - Bd. 1 Der verbotene See. 2000, ISBN 3-426-70250-9.
  - Bd. 2 Das Land der zwei Könige. 2003, ISBN 3-426-70251-7.
  - Bd. 3 Der Stein der Gnade. 2004, ISBN 3-426-70252-5.

### Übersetzerin (Auswahl)
- Anna Banks: Blue Secrets Serie. („Syrena Legacy“).
- Anna Banks: Nemesis Serie. („Nemesis“).
- Christopher Paolini: Eragon – Das Erbe der Macht (Inheritance), 2011.
- Katie Fforde: Wellentänze. Roman („Life skills“). Bastei-Lübbe, Köln 2011, ISBN 978-3-404-27062-0.
- Holly Lisle Der magische Spiegel („The secret texts“). Goldmann, München 1999/2000
  1. Der Schlaf der Zauberkraft. 1999, ISBN 3-442-26550-9.
  2. Die Weissagung. 2001, ISBN 3-442-26551-7.
  3. Der Flug der Falken. 2001, ISBN 3-442-26552-5.
- Erich Segal: Only Love („Only Love“). Scherz Verlag 1999
- Henry H. Neff: Schule der Magier („The Tapestry“). cbj, München
  1. Das geheime Portal. 2008
  2. Astaroths Angriff. 2009
- Trudi Canavan: Die Gilde der Schwarzen Magier („The Black Magician Trilogy“). blanvalet, München
  1. Die Rebellin. 2006, ISBN 3-442-24394-7
  2. Die Novizin. 2006, ISBN 3-442-24395-5
  3. Die Meisterin. 2006, ISBN 3-442-24396-3

| Personendaten    | Personendaten                              |
| ---------------- | ------------------------------------------ |
| NAME             | Link, Michaela                             |
| KURZBESCHREIBUNG | deutsche Schriftstellerin und Übersetzerin |
| GEBURTSDATUM     | 1963                                       |